# José Manuel Martínez
José Manuel "Chema" Martínez, född 22 oktober 1971, är en spansk friidrottare som tävlar i långdistanslöpning  och maratonlöpning.
Hans första mästerskapsfinal var VM 1999 då han slutade å en 19:e plats på 10 000 meter. Vid VM 2001 slutade han tolva på samma distans. Hans stora genombrott kom vid EM 2002 då han blev mästare på 10 000 meter. 
Vid VM 2003 valde han att tävla i maraton och slutade då 16:e. Vid Olympiska sommarspelen 2004 valde han att tävlade på 10 000 meter och blev då nia. Vid VM 2005 slutade han på plats 30 i maraton. 
EM 2006 blev en framgång då han blev silvermedaljör på 10 000 meter efter tysken Jan Fitschen. Vid VM 2007 slutade han tia i maraton och vid Olympiska sommarspelen 2008 slutade han på plats sexton.

## Personbästa
- 5000 meter - 13:11.13 (2006)
- 10 000 meter - 27:30.56 (2003)
- Marathon - 2:08:09 (2003)